# Alfred Lux
Alfred Lux (* 1926 in Elbing) ist ein deutscher Schauspieler, Pantomime, Autor, Theaterleiter und Hörspielsprecher.

## Leben
Alfred Lux wurde 1926 in Elbing (Westpreußen) geboren und wuchs in Hamburg auf. Hier begann er 1942 mit einer Schauspielausbildung, wurde aber 1944 als 17-Jähriger zur Wehrmacht eingezogen, geriet in sowjetische Kriegsgefangenschaft, aus der er 1948 nach Hamburg zurückkehrte. Obwohl hier nur noch 6 von ursprünglich 80 Theatern existierten, hatte er bis 1953 verschiedene Engagements in der Stadt, darunter auch bei den Hamburger Kammerspielen, wo er Assistent des Dramaturgen Günter Weisenborn wurde. Da es bis zum Bau der Berliner Mauer für Künstler normal war, in beiden Teilen Deutschlands zu arbeiten, nahm er 1953 ein Filmangebot der DEFA an und zog nach Ost-Berlin. Als die Mauer gebaut wurde, hatte er bereits Frau und Kinder und beschloss, mit ihnen gemeinsam in der DDR zu bleiben. Später kamen dann auch Rollen und Tätigkeiten als Regieassistent für das Fernsehen der DDR hinzu sowie auch Auftritte am Volkstheater Rostock, an der Volksbühne Berlin und dem Maxim-Gorki-Theater Berlin.
Lux gründete 1968 in Berlin-Karlshorst mit Minimax im Kreiskulturhaus Berlin-Lichtenberg das erste private Kleinsttheater der DDR. Mit seinen Programmen wurde es schnell ein internationales Aushängeschild der DDR-Kultur. Selbst der Staatsratsvorsitzende Walter Ulbricht mit seiner theaterinteressierten Ehefrau Lotte, sowie der Chefideologe der SED Kurt Hager und weitere Mitglieder des Zentralkomitees der SED besuchten nach Beschwerden aus der „Bevölkerung“ eine Vorstellung, die mit einer Prämierung für die nächste Vorstellung endete. Erst mit dem Tod Ulbrichts 1973 und der Machtübernahme durch Erich Honecker wurde das Theater mit einer spektakulären Aktion geschlossen, Alfred Lux erhielt Auftrittsverbot in der DDR. In dieser Zeit schrieb er etwa 30 Theaterstücke, die erst später aufgeführt werden durften. Als sich ab 1985 in der DDR die Kulturpolitik wieder öffnete, konnte er wieder als Drehbuchautor für das Fernsehen der DDR arbeiten. Mit der Wende konnte er wieder als Schauspieler und weiterhin als Autor für Fernsehspiele und Theaterstücke arbeiten. Im Jahr 2003 wurde seine Autobiografie veröffentlicht.

## Filmografie
- 1954: Alarm im Zirkus
- 1954: Stärker als die Nacht
- 1960: Hatifa
- 1965: … nichts als Sünde
- 1967: Die gefrorenen Blitze (Kino-Zweiteiler)
- 1968: Der Staatsanwalt hat das Wort: Das Wochenendhaus (Fernsehreihe)
- 1968: 12 Uhr mittags kommt der Boß
- 1969: Rendezvous mit unbekannt (Fernsehserie, 1 Episode)
- 1970: Tödlicher Irrtum
- 1974: Kit & Co
- 1974: Johannes Kepler
- 1974: Jakob der Lügner
- 1976: Polizeiruf 110: Schwarze Ladung (Fernsehreihe)
- 1977: Unterwegs nach Atlantis
- 1977: Ein irrer Duft von frischem Heu
- 1977: Ernst Schneller (Fernseh-Zweiteiler)
- 1977: Trini
- 1978: Oh, diese Tante (Fernsehfilm)
- 1978: Ein Zimmer mit Ausblick (Fernsehserie – Regieassistent)
- 1978: Anton der Zauberer
- 1979: Spuk unterm Riesenrad (Fernsehserie, 1 Episode)
- 1979: Des Henkers Bruder
- 1980: Archiv des Todes (Fernsehserie, 1 Episode)
- 1981: Polizeiruf 110: Harmloser Anfang
- 1981: Jockei Monika (Fernsehserie, 1 Episode)
- 1982: Das Graupenschloss (Fernsehfilm – Regieassistent)
- 1983: Zille und ick
- 1985: Ernst Thälmann (Fernseh-Zweiteiler)
- 1986: Leute sind auch Menschen (Fernsehserie – Drehbuch)
- 1989: Tierparkgeschichten (Fernsehserie, 1 Episode)
- 1989: Polizeiruf 110: Mitternachtsfall
- 1990: Alter schützt vor Liebe nicht (Fernsehfilm, Drehbuch & Nebenrolle)
- 1990: Der Millionenerbe (Fernsehserie, 1 Episode)
- 1991: Polizeiruf 110: Zerstörte Hoffnung

## Theater
- 1961: Alfred Lux: Pantomimenabend (Volksbühne Berlin – Theater im 3. Stock)
- 1962: Kurt Barthel nach Georg Büchner: Dantons Tod (Bürger) – Regie: Hanns Anselm Perten (Volkstheater Rostock)
- 1969: Revue: Das Haus an der Spree – Regie: Wolfgang E. Struck/Detlef Kruber (Friedrichstadt-Palast Berlin)
- 1992: Kurt Tucholsky/Walter Hasenclever: Kolumbus oder Die Entdeckung Amerikas (5 Rollen) – Regie: ? (Globe-Theater Berlin im Esplanade Am Potsdamer Platz)
- 1995: Janosch: Zurück nach Uskow (Steiner) – Regie: Elke Latusek (Freies Schauspiel Berlin-Neukölln)

## Hörspiele
- 1952: André Maurois: Hofmachen und Eroberung – Regie: Hans Rosenhauer (Kurzhörspiel aus der Reihe Schule für Eheglück – NWDR)
- 1952: André Maurois: Gute Manieren in der Ehe – Regie: Hans Rosenhauer (Kurzhörspiel aus der Reihe Schule für Eheglück – NWDR)
- 1984: Brigitte Gotthardt: Ein Antrag in Ehren (Mann) – Regie: Joachim Gürtner (Kurzhörspiel aus der Reihe Waldstraße 7 – Rundfunk der DDR)

## Werke
- 2003: Die Freiheit erspielt – Autobiographische Notizen, R.G. Fischer Verlag, ISBN 978-383-010447-6
- Pantomimen (Pantomimentheater)[4]
- Hiroshima, mon amour Bühnenadaption des  gleichnamigen Spielfilms, Premiere im Februar 1972 im Minimax Berlin Karlshorst[5]
- Das gottverdammte Leben des Francois Villon (Theaterstück über Francois Villon), UA am 3. April 1993 im Globe-Theater Berlin[6]
- Otto der Große (Theaterstück über den Schausteller Otto Witte)
- Regel (Theaterstück nach einer Erzählung von Adam Kuckhoff), UA 1968 im Minimax Berlin-Karlshorst.[7]